# جلیکا
جلیکا (به صربی: Jelica) یک کوه در صربستان است که در چاچاک واقع شده‌است. جلیکا ۹۲۹ متر بالاتر از سطح دریا واقع شده‌است.